# Königstraße 1–3

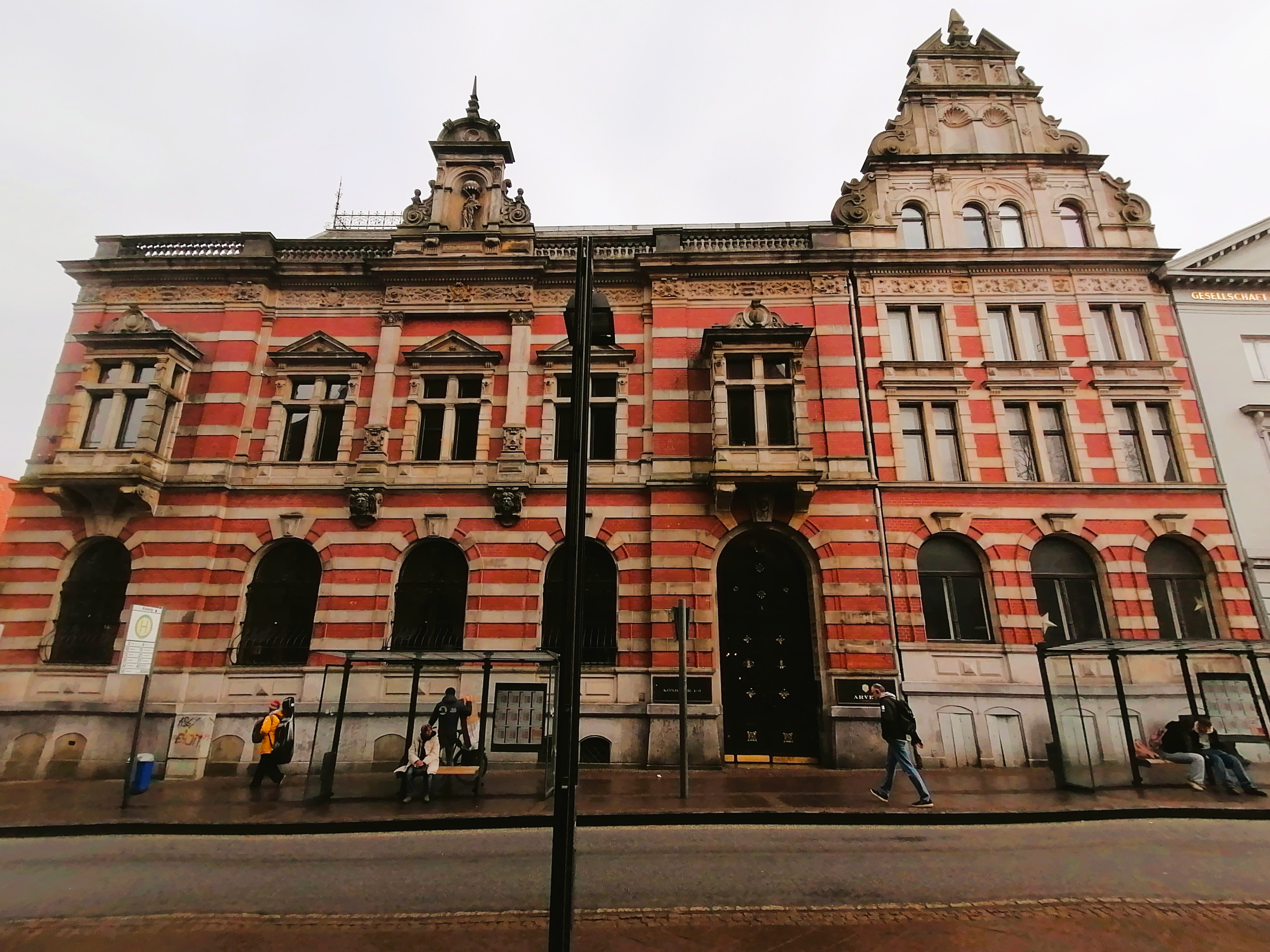
Königstraße 1–3 mit Stammhaus von 1880/82 (links) und der Erweiterung von 1908 (rechts)

Das Haus Königstraße 1–3 ist ein denkmalgeschütztes Neorenaissance-Gebäude. Es befindet sich in der Lübecker Altstadt und ist Teil des Flächendenkmals des UNESCO-Welterbes. Das Haus wurde in den Jahren 1880 bis 1882 als Geschäftshaus für die Deutsche Lebensversicherungs-Gesellschaft zu Lübeck erbaut und 1908 erweitert.

## Baugeschichte und Baubeschreibung
Vor 1880 befand sich an dieser exponierten Stelle am Eingang der Königstraße zum Koberg hin das Stadthaus der Ratsfamilien Behn und Fehling, beschrieben von Emil Ferdinand Fehling in Aus meinem Leben. Das Haus Königstraße 1 wurde 1299 erstmals erwähnt, als es der Ratsherr Hinrich Vendenguth (oder Vundengod) kaufte. Zu den späteren Eigentümern und Bewohnern gehörten die Ratsherren Johannes Perzeval, Wedeke und Berthold Kerkring, sowie Joachim Lüneburg. Auf Grundstück Königstraße 3, das zeitweise denselben Besitzer hatte, zeitweise aber auch zum Grundstück Königstraße 5 gehörte, befand sich spätestens in der Mitte des 15. Jahrhunderts Kohpeis Torweg, ein durch einen Torweg zugänglicher, mit mehreren Buden bebauter Gang.
Die 1828 von Carl Wilhelm Vermehren gegründete und unter August Wichmann stark expandierende Deutsche Lebensversicherungs-Gesellschaft zu Lübeck erwarb Haus und Grundstück, um hier ein modernes repräsentatives Verwaltungsgebäude zu errichten. Aus einem beschränkten Wettbewerb unter den Architekten Lübecks mit den renommierten Berliner Architekten Hermann von der Hude und Karl von Großheim als Preisrichtern ging der Entwurf von Ferdinand Münzenberger (1846–1924) hervor. Die Bauausführung übernahm er gemeinsam mit dem Architekten Ernst Dalmer.

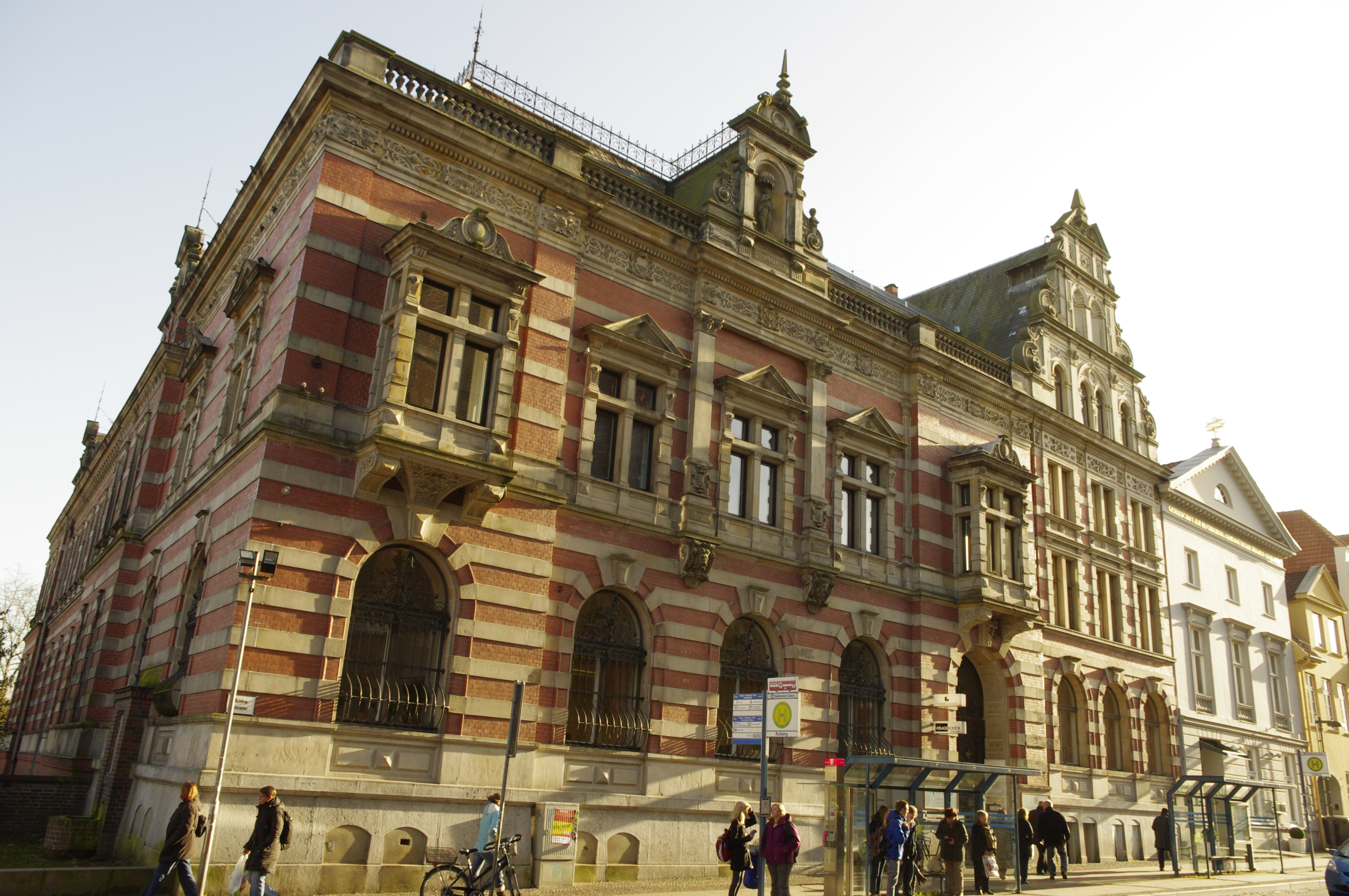
Westfassade
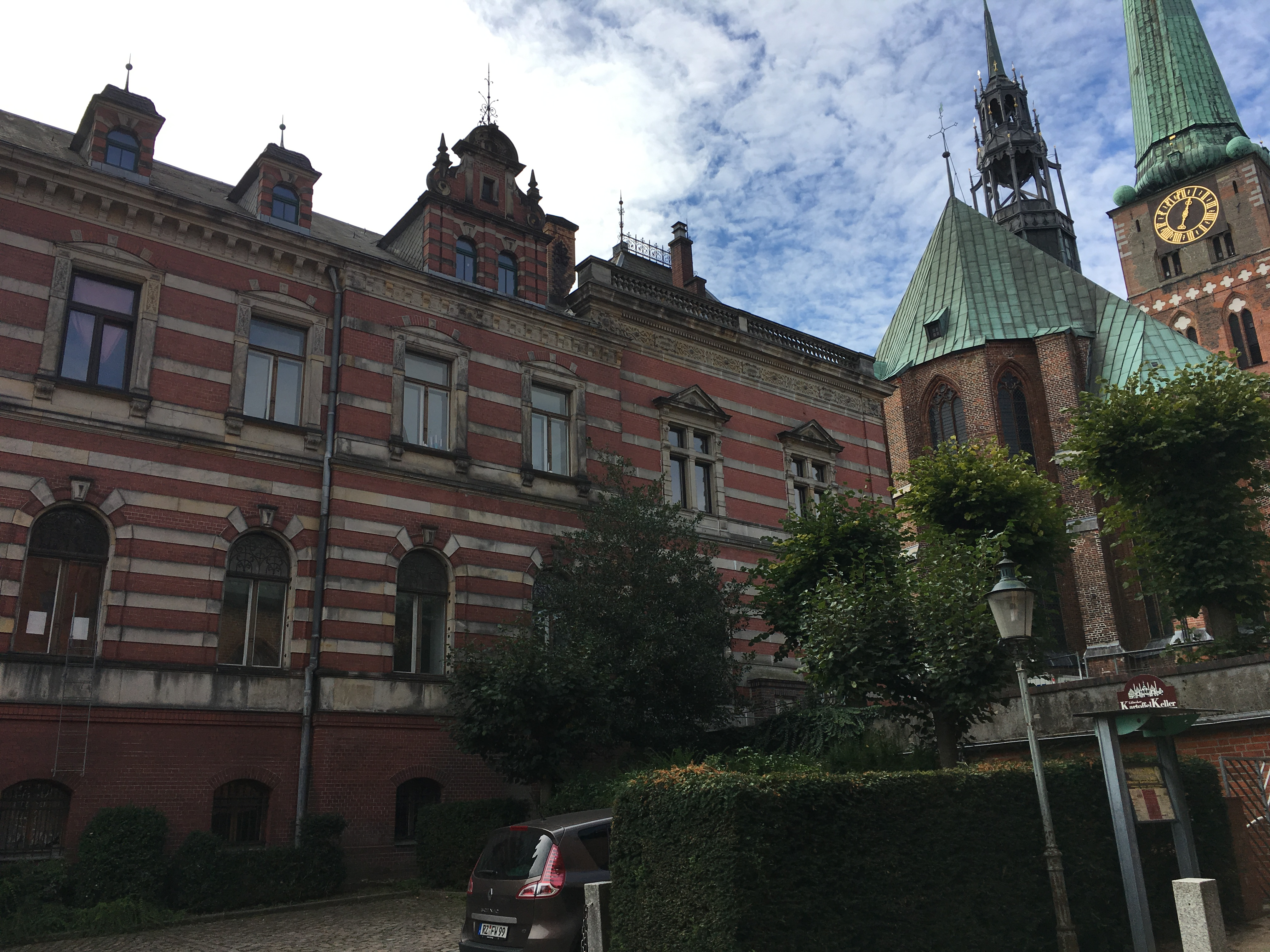
Nordfassade mit Jakobikirche
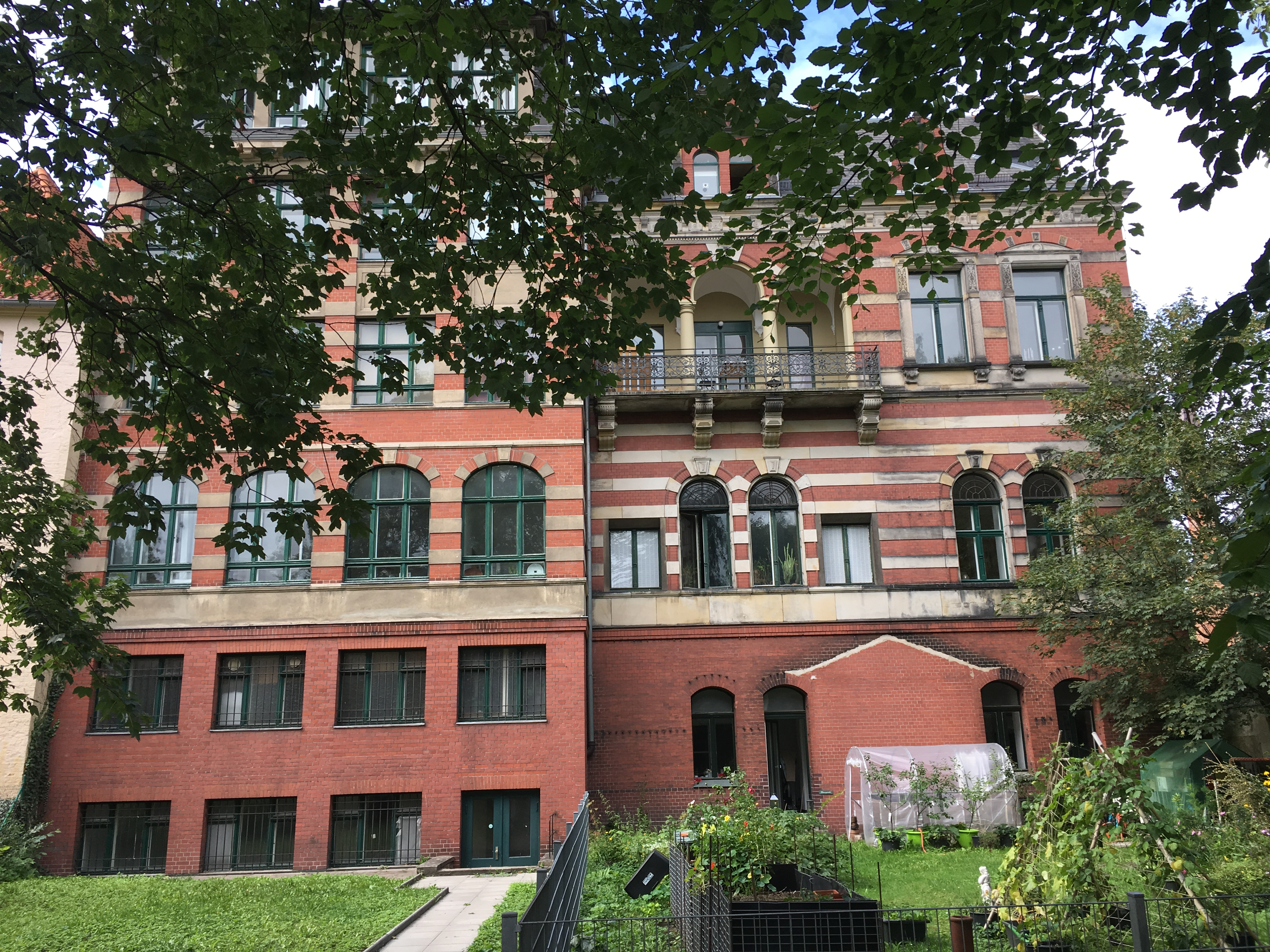
Ostfassade vom Durchgang zu den Bürgergärten

Der Neubau sollte die feuersichere Unterbringung der Büros, Archive und Verwaltungsräume im Erdgeschoss und Keller, eine Wohnung des ersten Direktors im Obergeschoss und eine Wohnung eines Unterbeamten im Kellergeschoss umfassen. Der Bürotrakt durchzog als durchgehende, zweischiffig gewölbte Halle den gesamten Nordflügel zum Heiligen-Geist-Hospital. Die zahlreichen Eisenschränke erhielten zwischen je zwei Fenstern in Wandnischen feuersichere Aufstellung. Sämtliche Räume im Erd- und Kellergeschoss sind gewölbt, im Bürotrakt und der Eingangshalle zwischen Graten und Gurtbögen aus hellen Verblendsteinen. Die Fußböden im Erdgeschoss sind zum Teil Eichenholz-Riemchen in Asphalt verlegt, zum Teil in Terrazzo mit Mosaikeinlagen hergestellt. Das Haus wurde durch damals hochmoderne Warmwasser-Heizungen der Firma David Grove in Berlin beheizt und besaß eine Ventilation durch zwei Luftheizungen vom Keller aus, mit der frische durch die Heizung vorgewärmte Luft in die Räume gebracht wurde, während die verbrauchte Luft durch zwei große Schlote abgeführt wurde, in denen sich auch die eisernen Rauchrohre der Wasserheizungen befanden.
Die Fassaden zeigen Formen der Niederländischen Renaissance mit Wechsel von rotem Backstein und hellen Sandstein-Gliederungen über einem hohen Sockel. Zur Verblendung wurden dunkel- und hellrote Verblendziegel aus den schlesischen Ziegeleien von Hersel in Ullersdorf (heute Ołdrzychów) und Augustin in Lauban (Lubań) gewählt; die Gliederungen bestehen aus Mehler Sandstein von Herzog in Hildesheim. Der Sockel ist aus Belgisch Granit hergestellt. Sämtliche Keller- und Erdgeschossfenster sowie die äußeren Türen wurden mit schmiedeeisernen Gittern versehen. Für die Haupteingangstür wurde ein altes Gitter, das aus Augsburg stammte, mit einigen Veränderungen verwendet. In einer Nische des Zwerchgiebels zur Königstraße hin fand eine barocke Sandstein-Figur mit Palmwedel Aufstellung, die noch von der Fassade des abgebrochenen Vorgängerbaus stammte. Das Innere war repräsentativ ausgestattet, wovon Eingangshalle und Treppenhaus heute noch einen Eindruck vermitteln. Das gesamte Obergeschoss des Ursprungsbaus war als großbürgerliche Direktorenwohnung angelegt und mit Stuck- und Kassettendecken, Paneelen und aufwändigen Tür- und Fensterrahmungen versehen. 
1907 wurde der Bau durch einen Seitentrakt in gleicher Formensprache mit hohem Giebel erweitert.

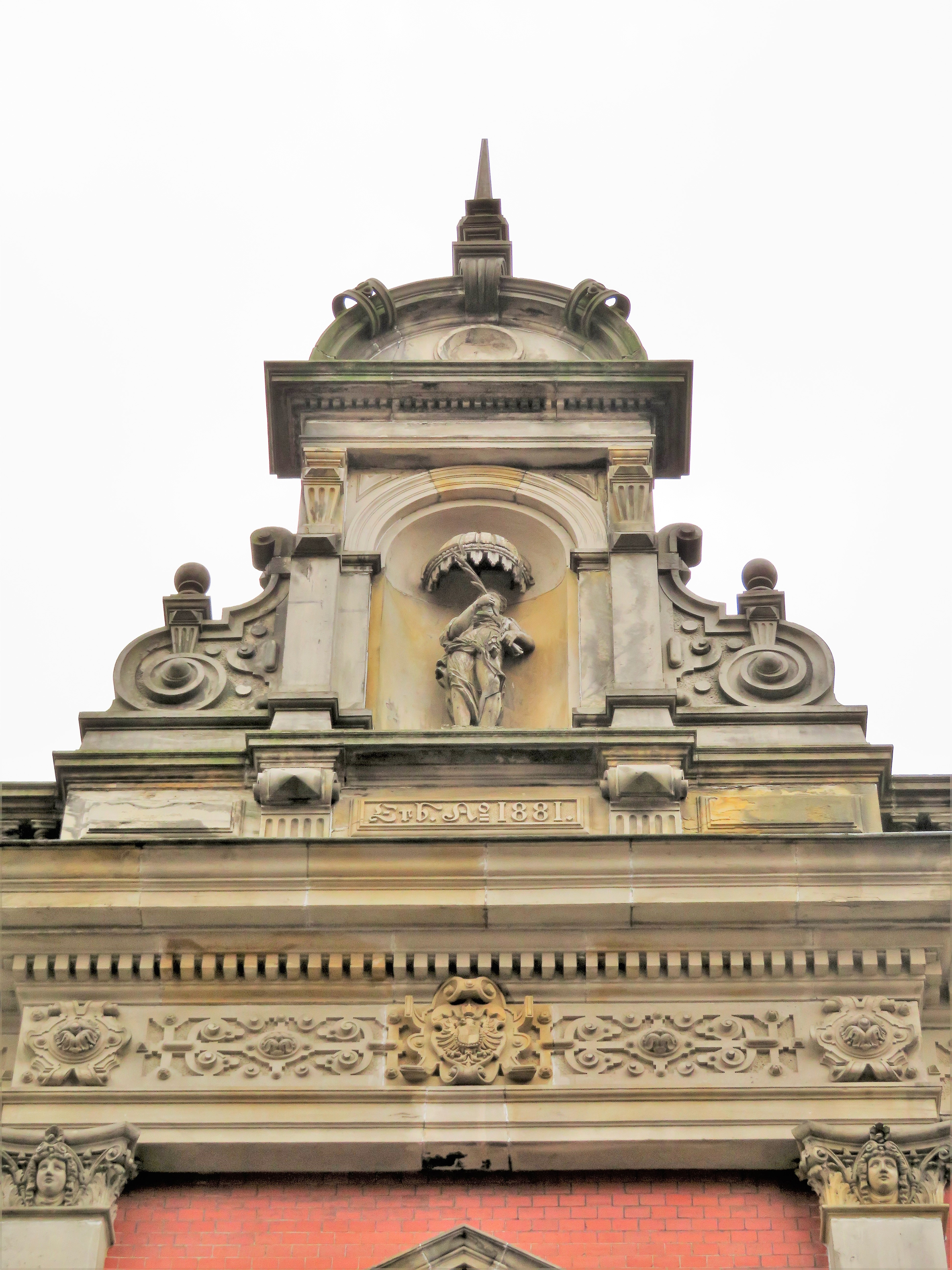
Zwerchgiebel mit Statue
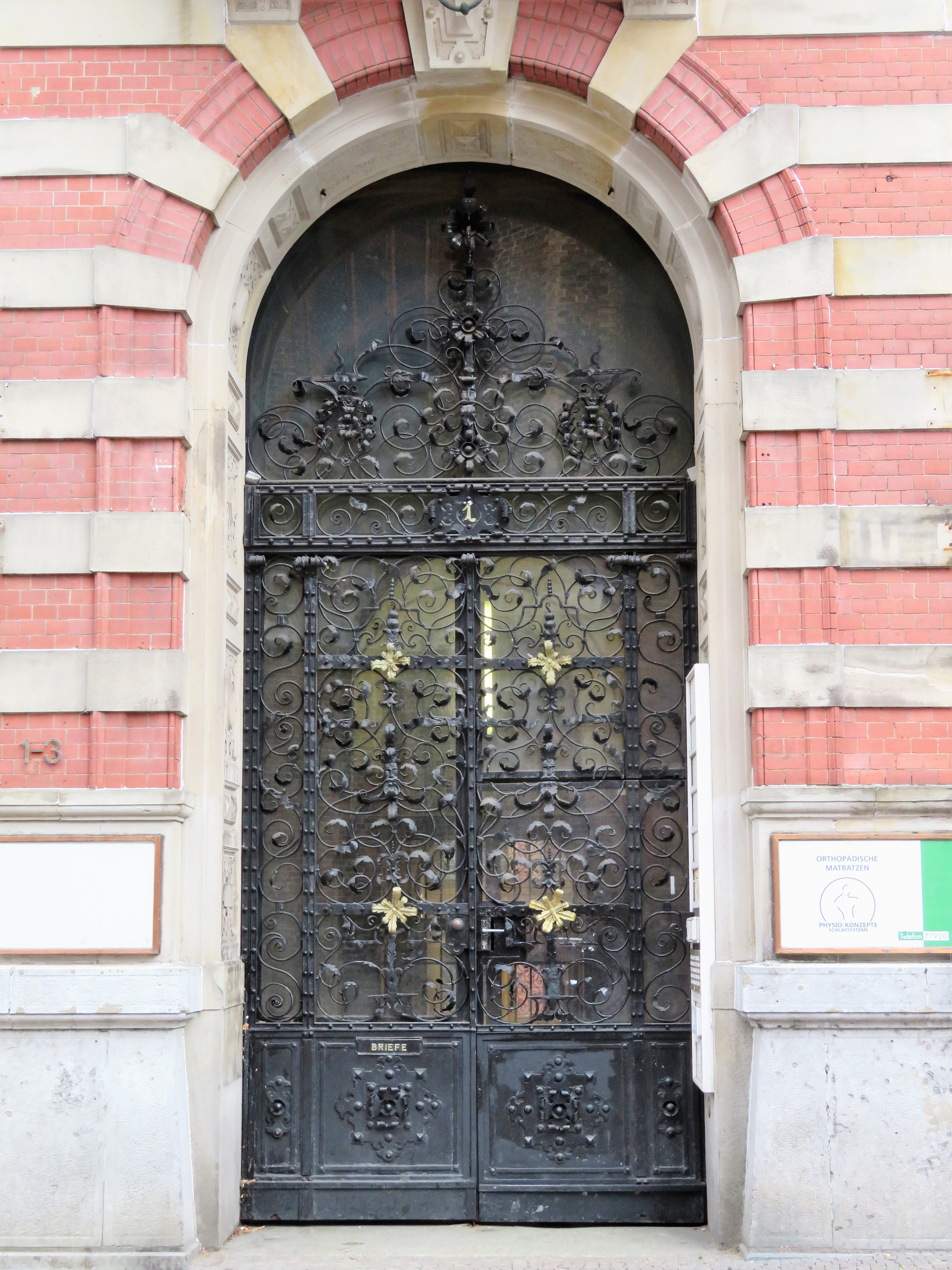
Portal
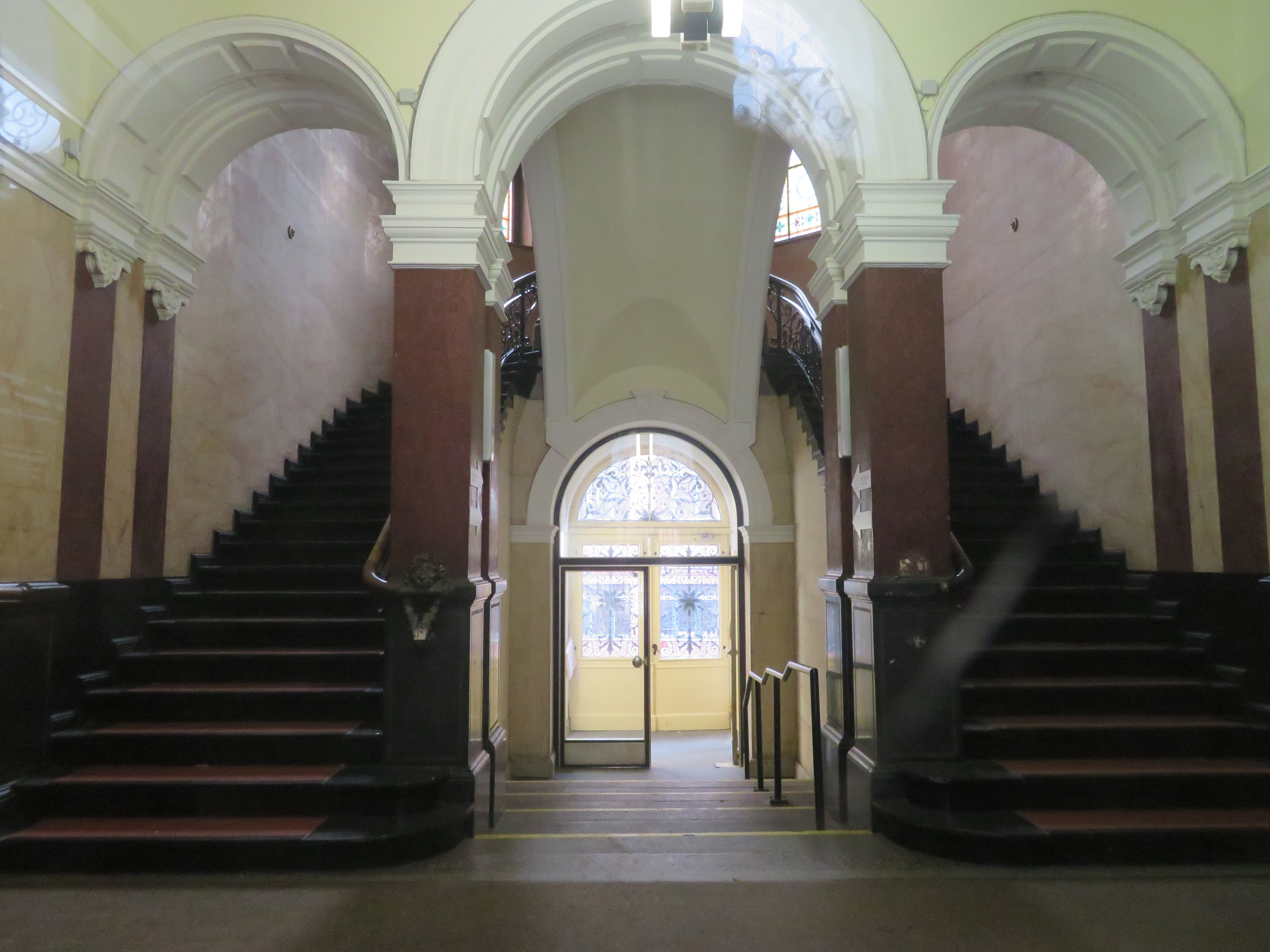
Eingangshalle
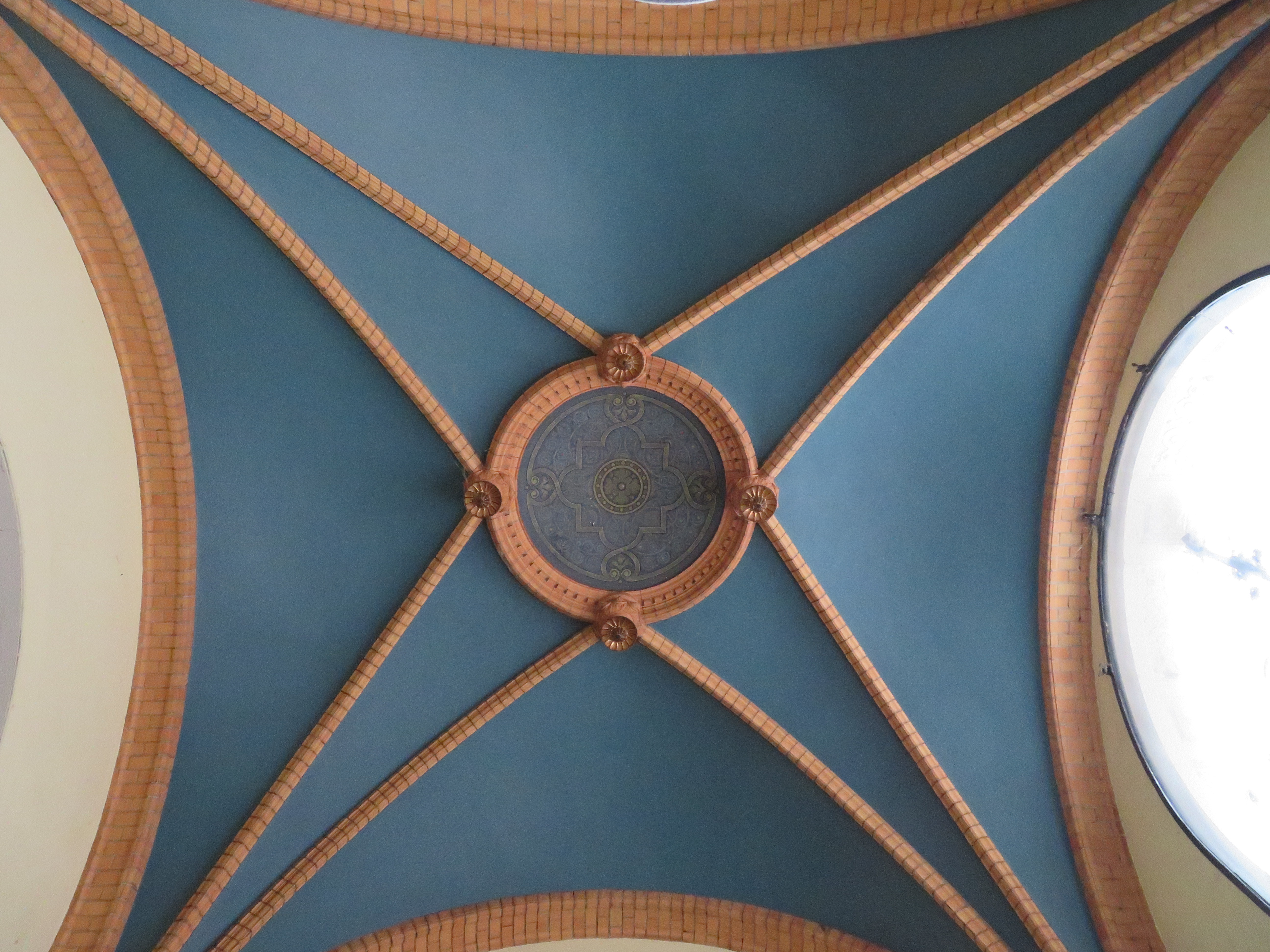
Portalgewölbe

Das Gebäude diente, wenn auch mit Umbauten im Inneren, bis um 2000 seinem ursprünglichen Zweck als Verwaltungsgebäude der Versicherung, die ab 1920 als Lübeck-Schweriner Lebensversicherungs-AG firmierte und seit 1927 zum Allianz-Konzern gehörte. Heute befinden sich darin Wohnungen und Praxen. 2014 hatte der jetzige Eigentümer Pläne, das Gebäude zu einem Zentrum für Kultur und Literatur umzubauen.